# الدمة
الدمة هو فن فلكلور شعبي ألمعي عسيري سعودي عُرفت به منطقة عسير منذ أكثر من 200 سنه مضت.
قبل إنشاء هذا الفن كانت منطقة عسير معروفة بغزو القبائل على بعضها وقطع الطريق وسلب الاموال وشهدت المنطقة حروب عديدة الحرب العثمانية على المنطقة مما استدعى البحث في حل لها، فقررت معظم القبائل في المنطقة منها قبيلة ألمع و قبيلة عسير وغيرها من القبائل السروية والتهامية الاستفادة من موروثها في إرعاب كل من يريد الدخول إلى المنطقة بقصد الغزو والنهب، فكانت الجيوش العثمانية عند اقترابها من المنطقة تسمع اصوات المؤديين لهذا الفن فترجع إلى معسكرات وثكنات العسكريه وتقول لقائدها (لقد ارسلتنا إلى جن ولم ترسلنا إلى بشر)
ويقول معظم المؤرخين ان لون الدمه جاء من كلمة (دم) وتعني دم الشي وهدمه وساواه بالارض فالدمة يجب ان يكون فيها حماس ولياقة بدنية وهذان العاملان يجب ان يكونا في الذي يريد القيام بها الفن.

## طريقة الاداء
يؤدي هذا الفن صفين متقابلين بالزي العسيري وهو عبارة عن مصنف وجنبية وعلى الرأس عصابة وهي ربطة من الروائح العطرية مثل الشذاب والريحان والشيح والرنجس وغيرها من النباتات.
يأخذان الصفين بيتان من الشعر الذي يؤلفه الشاعر بلحن الدمه مثلاًً
يالله ياسامع لمن دعى
ياخالقٍ في خلقه ابدعى
تهب لنا حظ ومستره
سلام تسليم الوفا من صف دارسي
تحيات من كل شام وكل فارسي
حاضر وغايبِ
يوم الديار تعيش في هيبة رجال
يقوله الشاعر للصف الأول حتى يحفظه وبعدها يرد عليه شاعر آخر إذا كان هنالك شاعر آخر والم يكن هنالك يذهب هو إلى الصف الثاني ويقول لها بيت من الشعر حتى يحفظوه وبعدها يبداء الفن بقرع الزلفة والزير.
يتكون اللعب من:
1. الصف الأول
2. الصف الثاني
3. الشاعر
4. المدول وهو الذي يخرج من إحدى الصفوف للإحيائها ولتنشيط اللعب.